# 머리털자리 베타
머리털자리 베타(β Com)는 머리털자리에 있는 황색 왜성으로 지구에서 29.78 광년 떨어져 있다. 이 별의 바이어 기호 베타(β)는 별자리에서 두번째로 밝다는 의미이나, 실제로 머리털자리 베타의 겉보기 등급은 +4.3으로 머리털자리 알파보다 근소하게 밝다.
이 별은 태양과 비슷하며 약간 더 밝고 표면 온도도 약간 더 뜨겁다. 분광형은 G0 V이다. 베타의 표면 온도는 5936 켈빈으로 이 온도에서 항성은 G형 주계열의 노란 광구색을 보여준다. 베타의 나이는 태양보다 젊은 것으로 추측되며 약 30억 년이다(태양은 46억 년).
이 별의 단주기 밝기 변화를 관측한 결과 베타는 위도에 따라 자전속도에 차이가 있었는데 그 범위는 최소 11일에서 최대 13일 사이이다. 이 별의 흑점 활동 주기는 태양의 11년보다 좀 더 긴 16년이며, 9.6년의 활동 주기가 별도로 있는 것으로 밝혀졌다. 한 때 머리털자리 베타가 동반성을 거느리고 있는 것으로 추측하기도 했으나, 정교한 시선속도 관측결과 짝별은 없는 것으로 밝혀졌다. 베타별 주위에는 먼지 원반이 없으며, 외계 행성의 존재도 아직 확인되지 않고 있다.

## 같이 보기
- 유사 태양
- 가까운 밝은 별